# Académie navale impériale du Japon

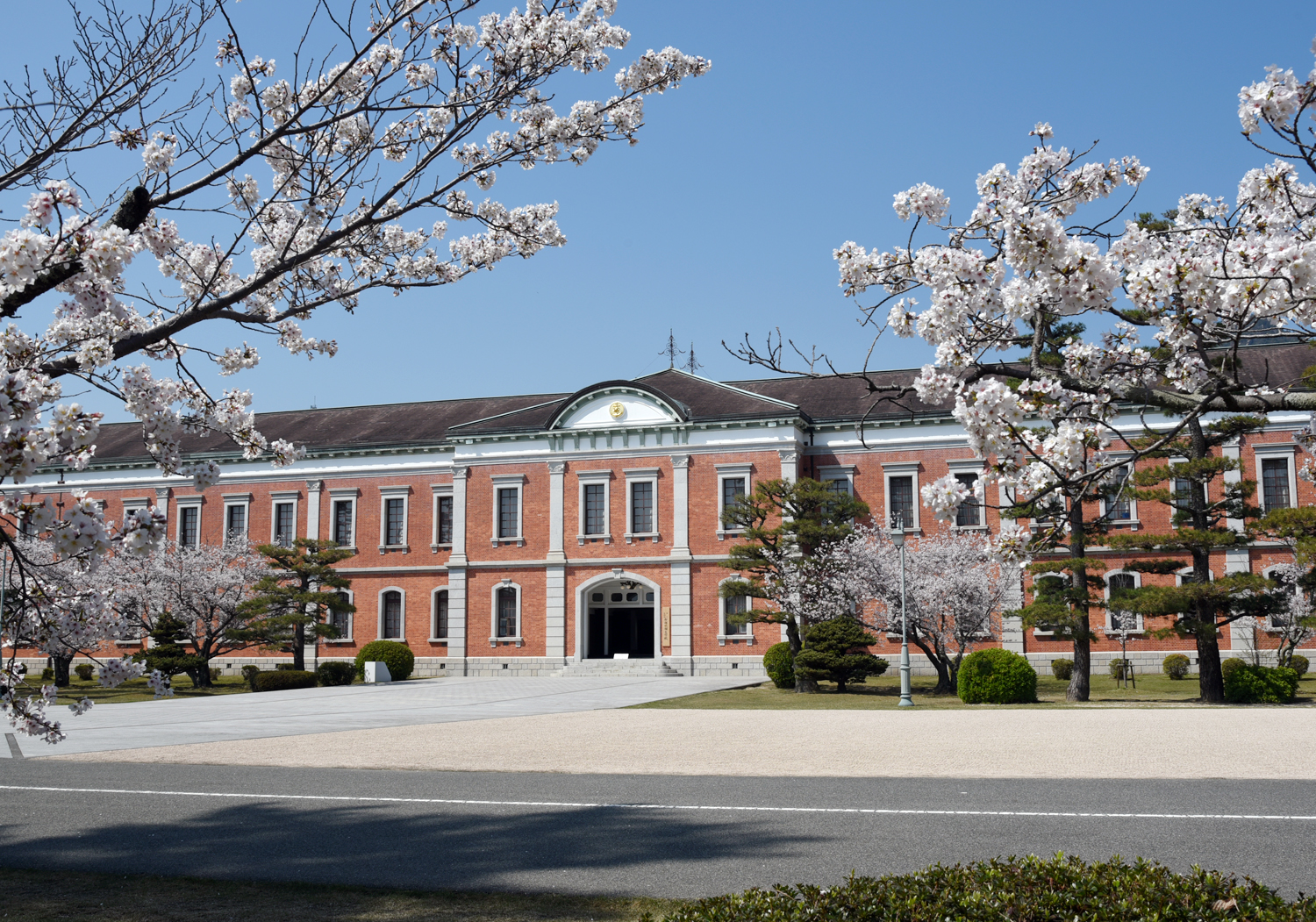
L'académie navale impériale du Japon

Pour les articles homonymes, voir Académie navale.
L'Académie navale impériale du Japon (en japonais : 海軍兵学校, Kaigun Heigakkō; abrégé : 海兵 Kaihei) était une école militaire qui formait les officiers de la marine impériale japonaise. Son siège s'est d'abord trouvé à Nagasaki, avant d'être transféré à plusieurs reprises :
- Yokohama en 1866,
- Tsukiji (Tokyo) en 1869,
- Etajima, Hiroshima en 1888.

Les élèves y étudiaient pendant trois ou quatre années avant de devenir enseignes. En 1943, une école séparée fut créée pour l'aviation navale à Iwakuni. Un autre établissement fut fondé en 1944 à Maizuru. L'académie navale ferma en 1945, lorsque la marine impériale fut supprimée.
Les cadets de la marine impériale du Mandchoukouo y allaient pour étudier la navigation et l'artillerie navale.